# 下南乡
下南乡，是中华人民共和国广西壮族自治区河池市环江毛南族自治县下辖的一个乡镇级行政单位。

## 行政区划
下南乡下辖以下地区：
下南社区、波川村、仪凤村、中南村、古周村、堂八村、玉环村、才门村、下塘村、景阳村和希远村。